# QBNB
QBNB è l'album di debutto del cantautore italiano e chitarrista Niccolò Bossini, pubblicato il 5 giugno 2012.

## Il disco
Pubblicato nel 2012, l'album di debutto di Niccolò Bossini arriva dopo tre anni di esperienza live da solista.
Alcuni dei pezzi erano già editi: La domenica è andata, Non si sa mai e La mia malinconia, pubblicati su YouTube e suonati nei numerosi concerti di Niccolò in giro per l'Italia prima dell'incisione dell'album (insieme a tanti altri pezzi non presenti nel disco e mai incisi).
Il disco ha riscosso un discreto successo, piazzandosi al 37º posto della classifica FIMI durante la prima settimana di vendita.
Il lavoro è stato inoltre presentato con un tour semi-acustico nei Fnac Stores italiani, durante il mese di giugno 2012.
Dall'album sono stati estratti i singoli Il mio nome e Paul.

## Tracce
1. Rumori di Londra – 3:38
2. Paul – 3:38
3. Il mio nome – 3:18
4. Io non sono qui – 3:48
5. ...e dimmi che non ho ragione – 3:34
6. Sotto questo gigantesco boh – 3:01
7. La domenica è andata – 3:25
8. Non si sa mai – 3:30
9. La mia malinconia – 3:27

### Bonus tracks (digital version)
1. Sulla buona strada - 3:44

## Musicisti
- Niccolò Bossini - voce, chitarra, basso, tastiera, pianoforte
- Matteo Tagliavini - chitarra
- Marco Massarenti - basso
- Cesare Barbi - batteria
- Fabio Ferraboschi - chitarra e basso (in La mia malinconia)
- Raffaele Köhler - tromba e flicorno soprano (in Rumori di Londra)
- Luciano Macchia - trombone e bombardino (in Rumori di Londra)

## Singoli
1. Il mio nome (4 maggio 2012)
2. Paul (3 settembre 2012)

## Classifiche
| Classifica (2012) | Posizione massima |
| ----------------- | ----------------- |
| Italia            | 37                |

## Curiosità
- L'enigmatico titolo dell'album - come racconta Niccolò - è frutto di un sogno fatto dal suo chitarrista, Matteo Tagliavini, in cui Bossini gli portava uno scatolone con le prime copie del disco, e il titolo stampato sulla copertina era QBNB. Questo titolo ha un significato preciso, ma non è stato ancora rivelato.